# Lucas Araújo
Lucas Speranza Araújo (* 28. August 1983 in Campinas) ist ein brasilianischer Badmintonspieler.

## Karriere
Lucas Araújo gewann 2007 die Carebaco-Meisterschaft im Mixed mit Thayse Cruz und im Herrendoppel mit Paulo von Scala. 2006, 2007, 2008 und 2009 wurde er brasilianischer Meister. 2007 siegte er auch bei den Brazil International.

## Sportliche Erfolge
| Saison | Veranstaltung                | Disziplin    | Platz | Name                           |
| ------ | ---------------------------- | ------------ | ----- | ------------------------------ |
| 2006   | Brasilianische Meisterschaft | Herrendoppel | 1     | Paulo von Scala / Lucas Araújo |
| 2007   | Carebaco-Meisterschaft       | Mixed        | 1     | Lucas Araújo / Thayse Cruz     |
| 2007   | Carebaco-Meisterschaft       | Herrendoppel | 1     | Paulo von Scala / Lucas Araújo |
| 2007   | Weltmeisterschaft            | Herreneinzel | 33    | Lucas Araújo                   |
| 2007   | Panamerikanische Spiele      | Mixed        | 9     | Lucas Araújo / Thayse Cruz     |
| 2007   | Panamerikanische Spiele      | Herreneinzel | 9     | Lucas Araújo                   |
| 2007   | Brasilianische Meisterschaft | Herrendoppel | 1     | Paulo von Scala / Lucas Araújo |
| 2007   | Brazil International         | Herrendoppel | 1     | Paulo von Scala / Lucas Araújo |
| 2008   | Brasilianische Meisterschaft | Mixed        | 1     | Lucas Araújo / Roberta Angi    |
| 2009   | Brasilianische Meisterschaft | Herrendoppel | 1     | Luis Martin / Lucas Araújo     |
| 2009   | Brasilianische Meisterschaft | Mixed        | 1     | Lucas Araújo / Roberta Angi    |